# Lac du Mâle
Lac du Mâle är en sjö i Kanada.   Den ligger i provinsen Québec, i den sydöstra delen av landet, 300 km norr om huvudstaden Ottawa. Lac du Mâle ligger 400 meter över havet.
Trakten runt Lac du Mâle är nära nog obefolkad, med mindre än två invånare per kvadratkilometer.